# Euler–Fermat-tétel
Az Euler–Fermat-tétel a számelmélet egyik nagyon fontos állítása.

## A tétel állítása
Ha a és m egymáshoz relatív prímek (azaz legnagyobb közös osztójuk 1), akkor
{\displaystyle a^{\varphi (m)}\equiv 1{\pmod {m}}}
ahol φ(m) az Euler-féle φ-függvény, a pedig egy tetszőleges egész szám.
A tétel a kis Fermat-tétel általánosítása, hiszen ha p prímszám, akkor φ(p) = p – 1. A bizonyítást Leonhard Euler közölte 1736-ban.

## Bizonyítása
Legyen {\displaystyle r_{1},r_{2},\dots ,r_{\varphi (m)}} redukált maradékrendszer modulo {\displaystyle m}. Az {\displaystyle \ (a,m)=1} feltétel miatt az {\displaystyle ar_{1},ar_{2},\dots ,ar_{\varphi (m)}} maradékosztályok is redukált maradékrendszert alkotnak modulo {\displaystyle m}. Ekkor minden {\displaystyle 1\leq i\leq \varphi (m)}-hez létezik egyetlen olyan {\displaystyle 1\leq j\leq \varphi (m)}, amelyre {\displaystyle ar_{i}\equiv r_{j}{\pmod {m}}}. Jelöljük ezt az {\displaystyle r_{j}}-t {\displaystyle s_{i}}-vel. Ekkor:

{\displaystyle ar_{1}\equiv s_{1}{\pmod {m}}}
{\displaystyle ar_{2}\equiv s_{2}{\pmod {m}}}
{\displaystyle \vdots }
{\displaystyle ar_{\varphi (m)}\equiv s_{\varphi (m)}{\pmod {m}}}
A kongruenciákat összeszorozva kapjuk:
{\displaystyle a^{\varphi (m)}r_{1}r_{2}\dots r_{\varphi (m)}\equiv s_{1}s_{2}\dots s_{\varphi (m)}{\pmod {m}}},
ahol {\displaystyle r_{1},r_{2},\dots ,r_{\varphi (m)}} számok az {\displaystyle s_{1},s_{2},\dots ,s_{\varphi (m)}} számok egy permutációját alkotják. Ezért a kongruenciát felírhatjuk így:
{\displaystyle a^{\varphi (m)}r_{1}r_{2}\dots r_{\varphi (m)}\equiv r_{1}r_{2}\dots r_{\varphi (m)}{\pmod {m}}}.
Mivel {\displaystyle \ (r_{i},m)=1}, ezért a kongruencia mindkét oldalát leoszthatjuk az összes {\displaystyle r_{i}}-vel, és akkor megkapjuk az eredeti állítást.
Megjegyzés: A tétel megfordítása is igaz.

## Csoportelméleti vonatkozás
A tétel speciális esete a csoportelméleti Lagrange-tételnek. Tekintsük a modulo m vett redukált maradékrendszer G := Z×m multiplikatív csoportját. Ekkor G elemszáma |G| = φ(m). A Lagrange-tétel szerint egy véges G csoport tetszőleges g elemére
{\displaystyle g^{|G|}=e\,}
ahol e a G = Z×m csoport egységeleme.